# 恩里克·莫雷诺·冈萨雷斯
恩里克·莫雷诺·冈萨雷斯（西班牙語：Enrique Moreno González，1939年5月22日—）是西班牙外科醫師和器官移植手术专家，马德里康普顿斯大学外科病理学荣誉教授。

## 主要研究
他主要从事对門脈高壓和肠胃恶性肿瘤等疾病的研究，致力于发展创新肝移植外科手术疗法，也为提高西班牙国民器官捐献率做出了巨大贡献。1999年，他与墨西哥神经科学家里卡多·米莱迪共同获得阿斯图里亚斯亲王奖的科学技术奖。

## 著作
- Enrique Moreno González; Amador Schüller Pérez.  [肝移植的历史及目前进展]. Real Academia Nac. Medicina. 1998  [2018-12-23]. （原始内容存档于2019-08-05） （西班牙语）.